# Alison Riske-Amritraj
Alison Riske-Amritraj, nota semplicemente come Alison Riske (Pittsburgh, 3 luglio 1990), è una tennista statunitense.
In carriera si è aggiudicata tre titoli WTA su un totale di tredici finali disputate, di cui la più recente al Rothesay Open 2022. Nei tornei del Grande Slam vanta un quarto di finale a Wimbledon 2019. Il suo miglior piazzamento in singolare è la posizione nº18, raggiunta a novembre del 2019.
Discreta doppista, si è spinta fino in semifinale agli Australian Open 2019. Il suo best ranking è la 40ª posizione della classifica WTA, raggiunta il 13 gennaio del 2020.

## Biografia
Alison è figlia di Al e Carol Riske. Ha iniziato a giocare a tennis all'età di soli tre anni. Suo padre ha lavorato nei servizi segreti e poi come investigatore dell'FBI, mentre sua madre era un'insegnante. Anche la sorella Sarah è stata una giocatrice di tennis, ma la sua carriera da professionista è stata di breve durata, con la posizione nº372 come best ranking. Il fratello Dan ha giocato a tennis al college di West Liberty State e ora è ragioniere.
In carriera la Riske è stata allenata da Janice Irwin, coach della squadra di tennis femminile della St. Clair High School. Ha poi iniziato a farsi seguire con Yves Boulais, marito dell'ex tennista professionista Patricia Hy, accanto a sua sorella Sarah. Ha brevemente studiato presso il centro di formazione USTA a Boca Raton, in Florida, così come alla Van Der Meer Tennis Academy a Hilton Head Island, Carolina del Sud. Ha ripreso ad allenarsi con Yves Boulais a fine 2012 e attualmente lavora con lui alla JTCC Tennis Academy di College Park, nel Maryland.
Nel 2019 si sposa con l'ex tennista indiano-americano Stephen Amritraj, al quale è legata dal 2014.

## Carriera tennistica

### 2009 - 2010: gli esordi

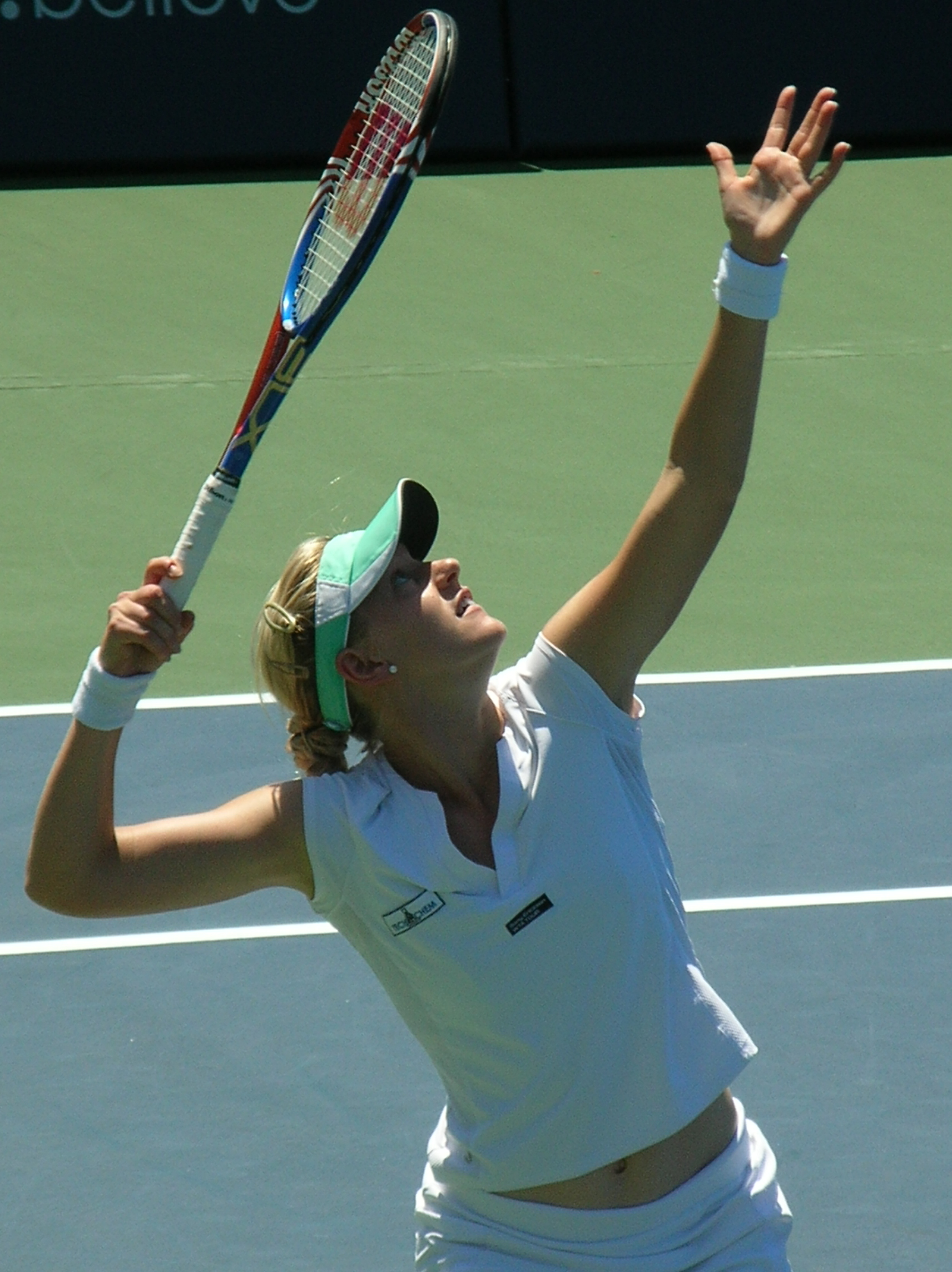
Alison Riske al Bank of the West Classic 2010.

Nel maggio del 2009 Alison incomincia la sua corsa nel circuito ITF. Dopo avere passato le qualificazioni la giovane statunitense ha raggiunto le semifinali all'Indian Harbour Beach. Nel mese di giugno raggiunge la sua prima finale nel circuito ITF a Hilton Head, e di nuovo da qualificata raggiunge la semifinale nel torneo di Boston. Nel corso dell'anno raggiunge un'altra semifinale, al torneo di Atlanta. Nel mese di agosto le viene offerta un wild card per il tabellone di qualificazione degli US Open, ma viene subito battuta in tre set dalla tennista francese Youlia Fedossova. Prima degli US Open Alison ha rifiutato una borsa di studio per Vanderbilt, per diventare professionista. Continua l'anno nel circuito ITF e riesce a trionfare al torneo di Troy, in Alabama, battendo in finale la connazionale Christina McHale. Chiude l'anno al nº232 del ranking mondiale.
Nel 2010 la Riske gioca diversi tornei di qualificazione con scarso successo. Alla Family Circle Cup 2010 avviene il suo debutto nel main draw del circuito maggiore, dove perde al primo turno contro la tedesca Angelique Kerber. Nel giugno del 2010 ottiene il suo miglior risultato in un torneo WTA all'AEGON Classic 2010 di Birmingham, dove si spinge fino in semifinale partendo dalle qualificazioni. Batte in serie Ol'ga Savčuk, Ajla Tomljanović, Sandra Záhlavová, Aleksandra Wozniak, Anna Čakvetadze e Yanina Wickmayer, per poi arrendersi in tre set a Marija Šarapova. La settimana seguente arriva il suo debutto in un torneo del Grande Slam a Wimbledon grazie a una wild card per il tabellone principale. Al primo turno viene eliminata dalla belga Yanina Wickmayer.

### 2011 - 2012

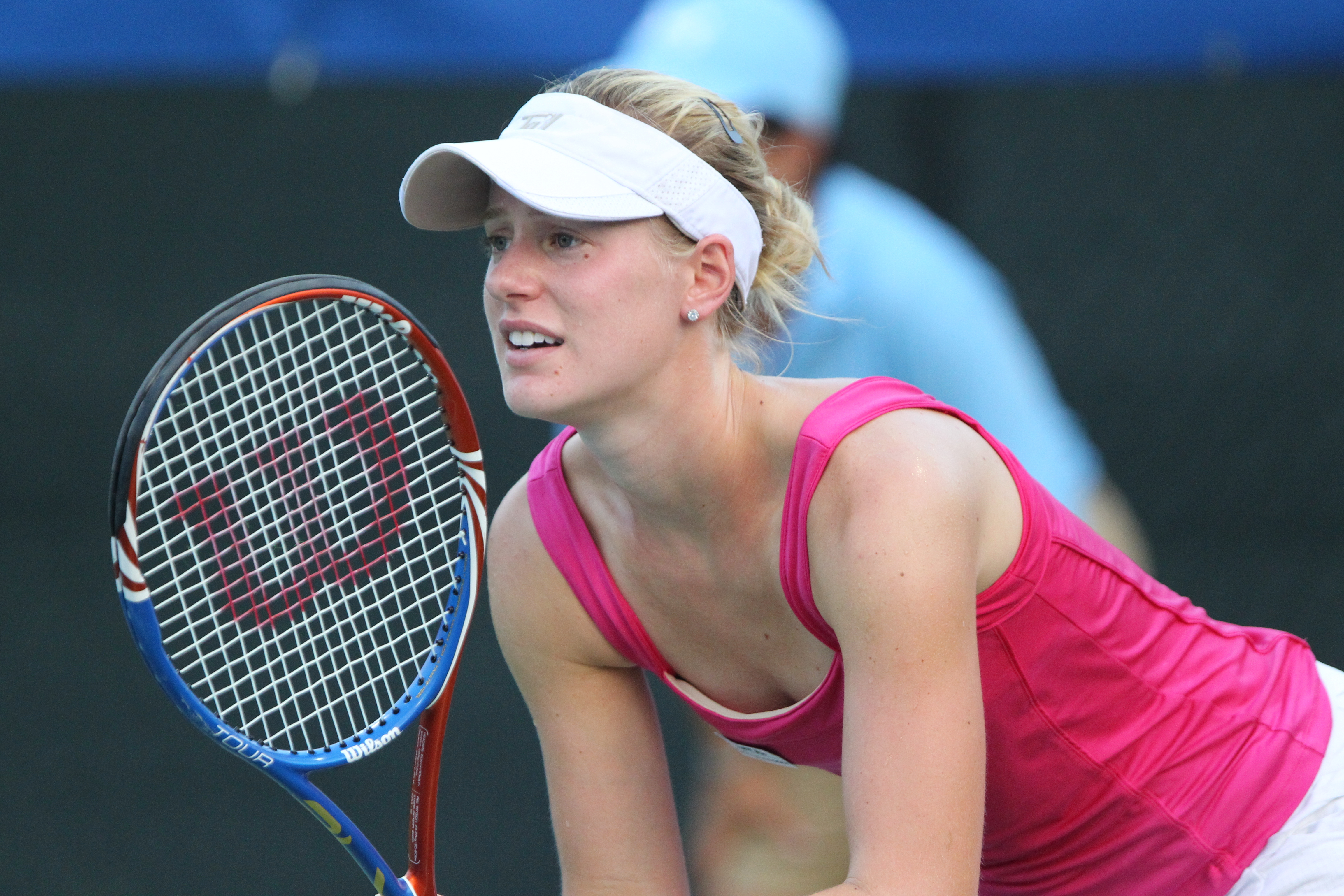
Alison Riske in risposta nel 2011.

Agli Australian Open 2011 viene battuta al primo turno dalla russa Svetlana Kuznecova con il punteggio di 6-3, 6-2. Alla Family Circle Cup 2011 a batterla al primo turno è Sania Mirza. All'AEGON Classic 2011 batte al primo turno la polacca Urszula Radwańska in tre set, con il punteggio di 4-6, 6-2, 6-3. Al secondo turno batte la qualificata Sarah Gronert con un netto 6-3, 6-4. Raggiunge per il secondo anno consecutivo i quarti di finale all'AEGON Classic sconfiggendo agli ottavi di finale l'ottava testa di serie, Aravane Rezaï, con il risultato finale di 7-5, 6(6)–7, 6-2. Le viene strappato il pass per la semifinale dalla slovacca Daniela Hantuchová, che la batte per 6-2, 6-4. Al Torneo di Wimbledon 2011 affronta al primo turno la numero 2 del mondo Vera Zvonarëva, la trascina fino al terzo set ma deve poi cedere alla forte russa che prevale 6-0, 3-6, 6-3. Al Washington Open WTA 2011 sfida all'esordio la canadese Eugenie Bouchard e perde 6-3, 6-2. Agli US Open 2011 perde al primo turno contro Jelena Janković con lo score di 6-2, 6-0. Al Bell Challenge 2011 esce di scena già al primo turno per mano della connazionale Irina Falconi.
All'ASB Classic 2012 perde al primo turno, dopo avere passato le qualificazioni, contro Svetlana Kuznecova. All'Australian Open 2012 supera le qualificazioni e perde al primo turno da Urszula Radwańska. All'AEGON Classic passa le qualifiche ma viene subito sconfitta da Tímea Babos. Al Bell Challenge 2012 ha subito un primo turno complicato: infatti deve sfidare la numero 2 del tabellone Yanina Wickmayer e perde con lo score di 6-3, 6-3.

### 2013

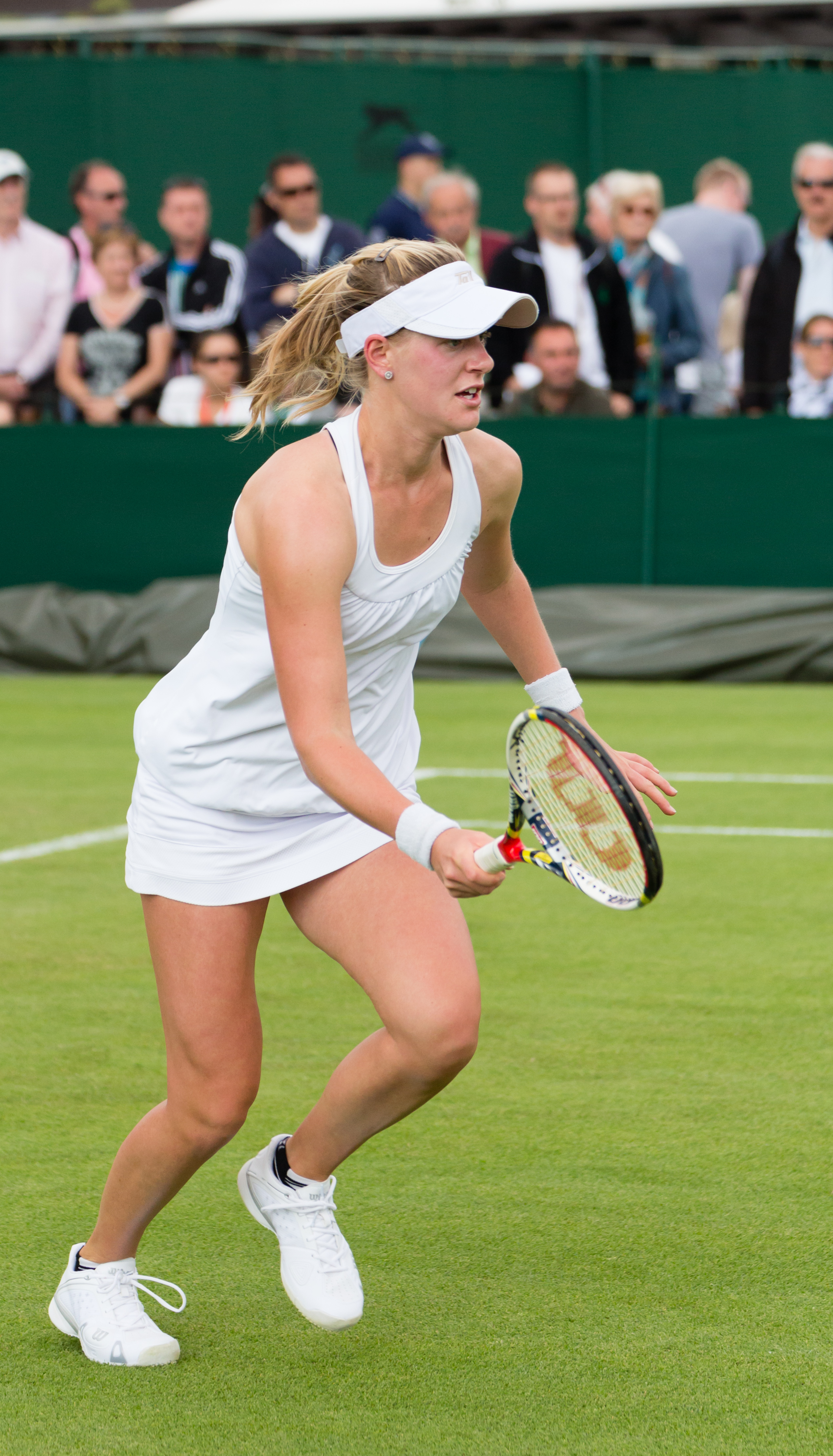
Alison Riske a Wimbledon 2013.

A inizio anno prova le qualificazioni per entrare nel tabellone principale degli Australian Open, ma viene sconfitta all'atto finale dall'italiana Karin Knapp in tre set con il punteggio di 6-4, 2-6, 6-1. Prova anche le qualificazioni per gli Open di Francia, ma viene subito eliminata al primo turno dalla giovane russa Irina Chromačëva con il punteggio netto di 6-1, 6-4. Nel giugno 2013 Alison partecipa all'AEGON Classic di Birmingham, dove riesce a passare le qualificazioni. Al primo turno incontra una "specialista" di questa superficie, Tamira Paszek, che riesce a sconfiggere in tre set con il punteggio di 2-6, 6-2, 6-3. Al turno successivo batte agevolmente la qualificata Kudrjavceva per 6-1, 6-2. Ai quarti di finale riesce sorprendentemente ad avere la meglio in tre set sulla testa di serie nº5 Sabine Lisicki, sconfiggendola con il punteggio di 7–6(2), 2-6, 6-4, accedendo così alla sua seconda semifinale in un torneo WTA. Nel match per la finale viene battuta da Daniela Hantuchová in tre set 7-5, 1-6, 4-6.
Al Torneo di Wimbledon entra nel main draw grazie a una wild card offerta dagli organizzatori. Al primo turno arriva la sua prima vittoria nel tabellone principale di un torneo dello Slam, grazie all'affermazione sulla svizzera Romina Oprandi (la Riske era avanti 3-1 nel set decisivo, poi la Oprandi si è ritirata per un problema fisico). Continua il suo cammino battendo al secondo turno la polacca Urszula Radwańska in tre set con lo score di 4-6, 6-3, 6-4. Al terzo turno viene sconfitta dall'estone Kaia Kanepi in due set, con il punteggio netto di 6-2, 6-3.
Al Washington Open 2013 batte all'esordio Vania King raggiungendo così il secondo turno, dove perde contro Sorana Cîrstea con il combattuto punteggio di 3-6, 6-2, 6-3. Ad agosto non supera le qualificazioni per il torneo di Cincinnati, ma le supera alla Rogers Cup di Toronto, dove però viene sconfitta già al primo turno dall'olandese Kiki Bertens in tre set per 6-4, 1-6, 6-4.

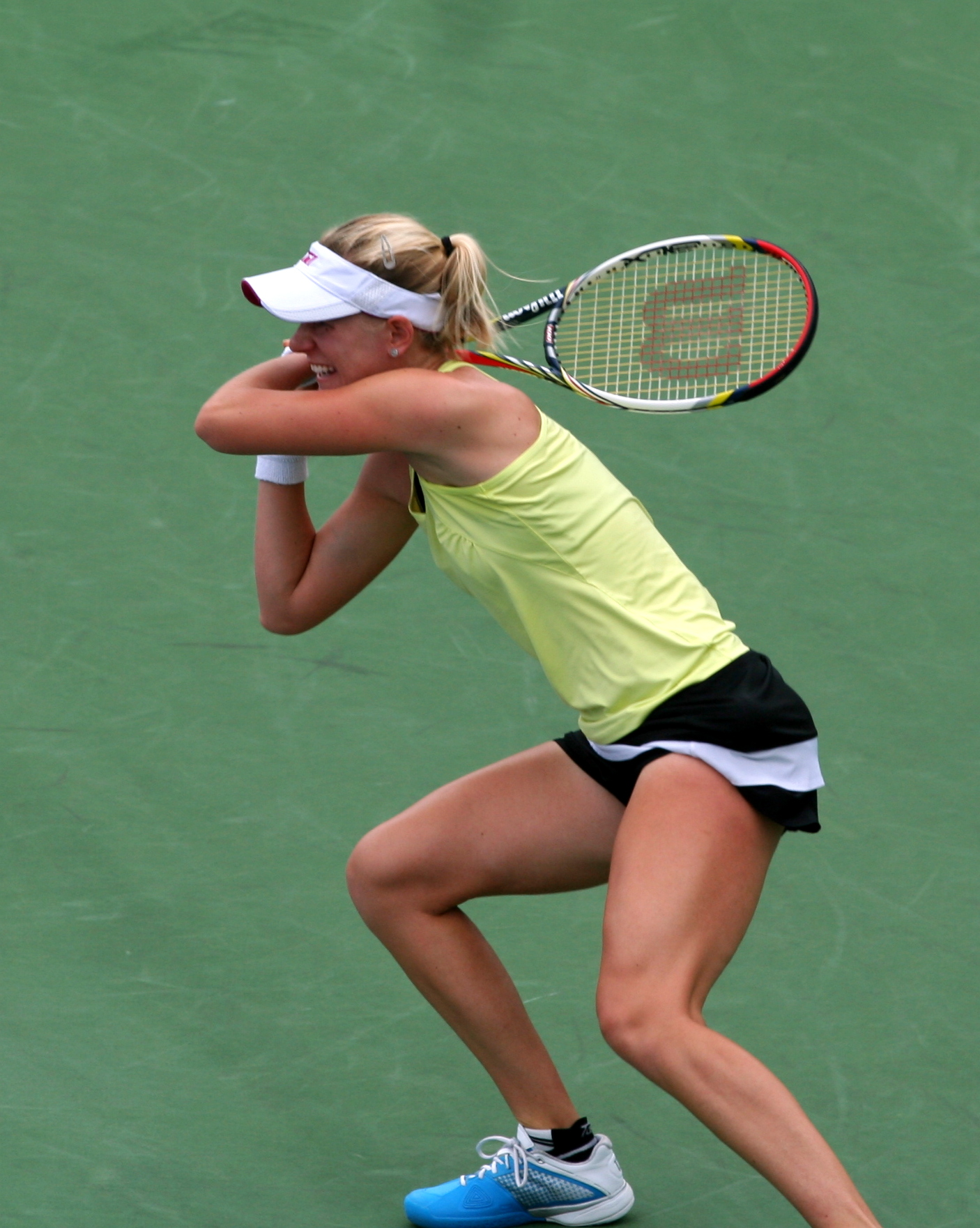
Alison Riske nel 2013

Al New Haven Open at Yale 2013 supera le qualificazioni e il primo turno, ma nel secondo viene sconfitta in tre set da Petra Kvitová. Successivamente le viene offerta una wild card per il tabellone principale degli US Open. Al primo turno sconfigge la svedese Johanna Larsson con un netto 6-1, 6-4, al secondo turno batte la testa di serie nº28 Mona Barthel con il punteggio di 6-4, 6-2. Nel match per gli ottavi ha di fronte la vincitrice di Wimbledon 2011, Petra Kvitová. Alison passa per 6-3, 6-0, battendo per la prima volta in carriera una top ten in un torneo del Grande Slam. Ai suoi primi ottavi di finale in un torneo dello Slam è sconfitta dalla slovacca Daniela Hantuchová in tre set con il punteggio di 6-3, 5-7, 6-2.

### 2014: primo titolo WTA

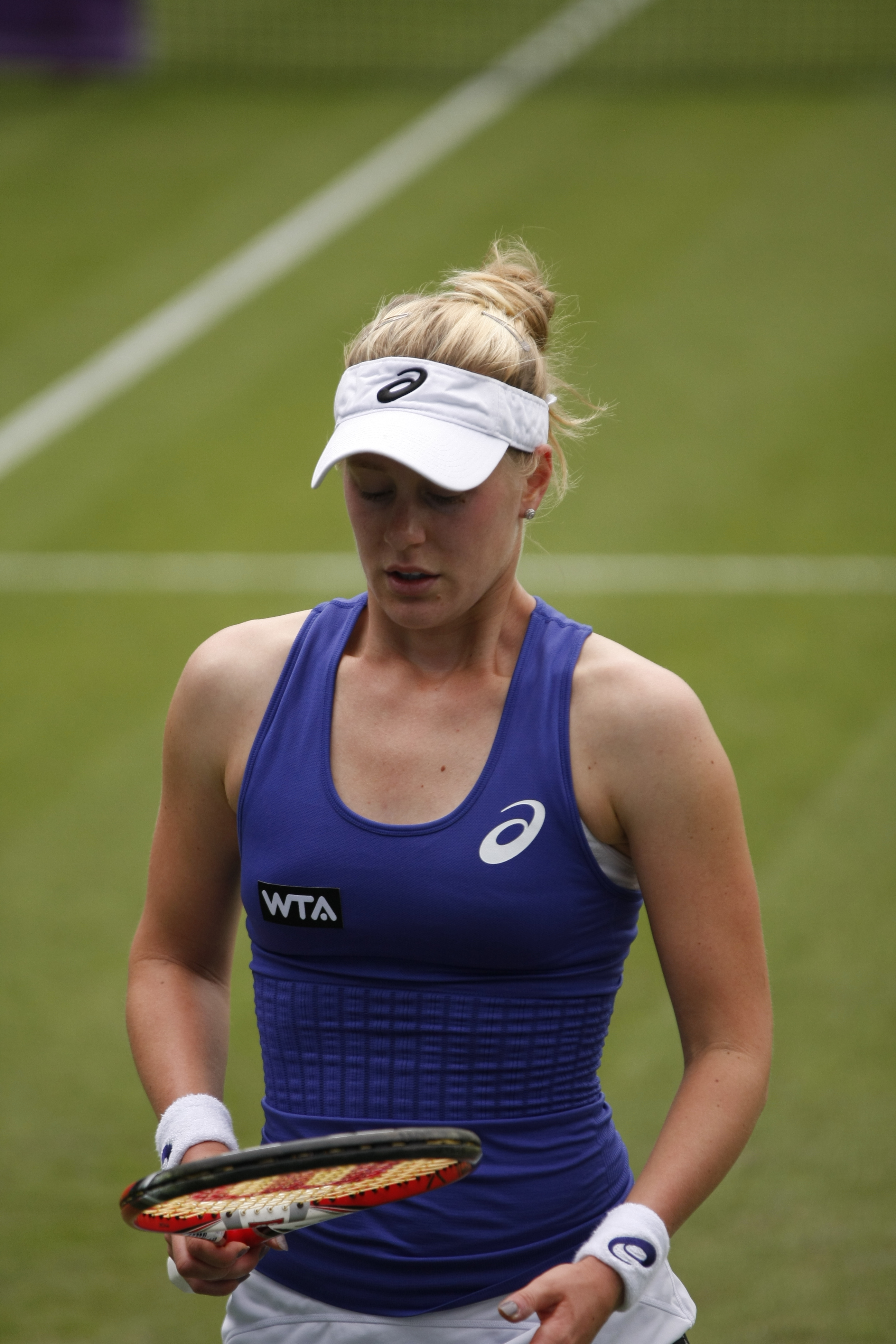
Alison Riske all'AEGON International di Eastbourne nel 2014.

Agli Australian Open 2014 la giovane statunitense batte al primo turno la testa di serie nº23 Elena Vesnina con un doppio 6-2; al turno successivo incontra la belga Yanina Wickmayer, alla quale concede soltanto due game, battendola con il punteggio finale di 6-1, 6-1. Al terzo turno ha di fronte la nona testa di serie Angelique Kerber, che la batte con il punteggio netto di 6-3, 6-4. Partecipa anche in doppio con la connazionale Madison Keys. La coppia americana viene fermata al terzo turno per mano delle ceche Andrea Hlaváčková e Lucie Šafářová con il punteggio di 6-4, 6-3.
Al BNP Paribas Open di Indian Wells esce di scena già al primo turno, sconfitta dalla serba Bojana Jovanovski in tre set (6-3, 3-6, 3-6). Al Sony Open Tennis 2014 di Miami riesce a superare il primo turno battendo con lo score di 1-6, 7-5, 6-2 la qualificata Nadiya Kičenok, ma viene eliminata al turno successivo dalla russa Elena Vesnina con un doppio 6-2. Al Mutua Madrid Open 2014 sconfigge al primo turno l'estone Kaia Kanepi in tre set 6(7)–7, 6-1, 6-2, prima di arrendersi alla spagnola Carla Suárez Navarro con il punteggio di 6-2, 6-4. Non le va meglio agli Internazionali BNL d'Italia, dove viene sconfitta al primo turno dalla connazionale Madison Keys con un doppio 6-2.
Successivamente Alison partecipa agli Open di Francia, sia in singolare che in doppio. All'esordio batte la croata Mirjana Lučić-Baroni per 7–6(2), 6-3. Al secondo turno incontra la giovane francese Kristina Mladenovic, che al turno precedente aveva sconfitto la testa di serie nº2 Na Li. Dopo una battaglia di quasi tre ore viene battuta con il punteggio di 6(5)–7, 6-3, 3-6. In doppio con la compagna Keys si deve arrendere al terzo turno alla coppia formata da Lucie Hradecká e Michaëlla Krajicek. All'AEGON Classic di Birmingham non riesce a difendere la semifinale raggiunta l'anno precedente, venendo battuta al terzo turno per mano della connazionale Sloane Stephens con il risultato finale 7–6(4), 2-6, 6-1. Nei turni precedenti aveva battuto a sua volta le ucraine Ljudmyla Kičenok (7–6(3), 6-3) e Nadežda Kičenok (7–6(4), 6-1). La sua fortuna non si vede neanche al premier di Eastbourne, dove viene subito sconfitta dalla testa di serie nº5, Angelique Kerber, per 7–6(4), 6-4. Al Torneo di Wimbledon batte al secondo turno l'italiana Camila Giorgi, per poi essere eliminata dalla testa di serie nº5 Marija Šarapova con un netto 6-3, 6-0, senza riuscire a sfruttare un vantaggio di 3-1 nel primo parziale. Inizia la stagione sul cemento americano partecipando al WTA International di Washington, dove viene sconfitta al primo turno da Hiroko Kuwata con il punteggio di 6-0, 7-5. Successivamente partecipa alla Rogers Cup di Montréal e anche qui viene sconfitta al primo turno da Magdaléna Rybáriková. Agli US Open viene sconfitta all'esordio da Ana Ivanović in due set.
Il 12 ottobre 2014 vince il primo titolo WTA della carriera al Tianjin Open, dove sconfigge in finale la terza testa di serie Belinda Bencic con il punteggio di 6-3, 6-4.

### 2015-2017
Inizia la stagione al torneo di Brisbane dove viene sconfitta al primo turno da Dar'ja Gavrilova per 7-5 6-3.

#### 2016: tre finali WTA stagionali
Durante la stagione raggiunte tre finali, a Shenzhen, Nottingham e Tianjin. Durante il torneo di inizio anno viene sconfitta nell'atto finale da Agnieszka Radwańska per 3-6 2-6. Nel torneo sull'erba inglese cede in finale a Karolína Plíšková. Disputa la sua terza finale a Tianjin, dove aveva vinto il suo primo titolo in carriera. Qui estromette tra le altre Svetlana Kuznecova, la numero otto del mondo; viene poi fermata in finale dalla giocatrice di casa Peng Shuai.

#### 2017: quinta finale WTA

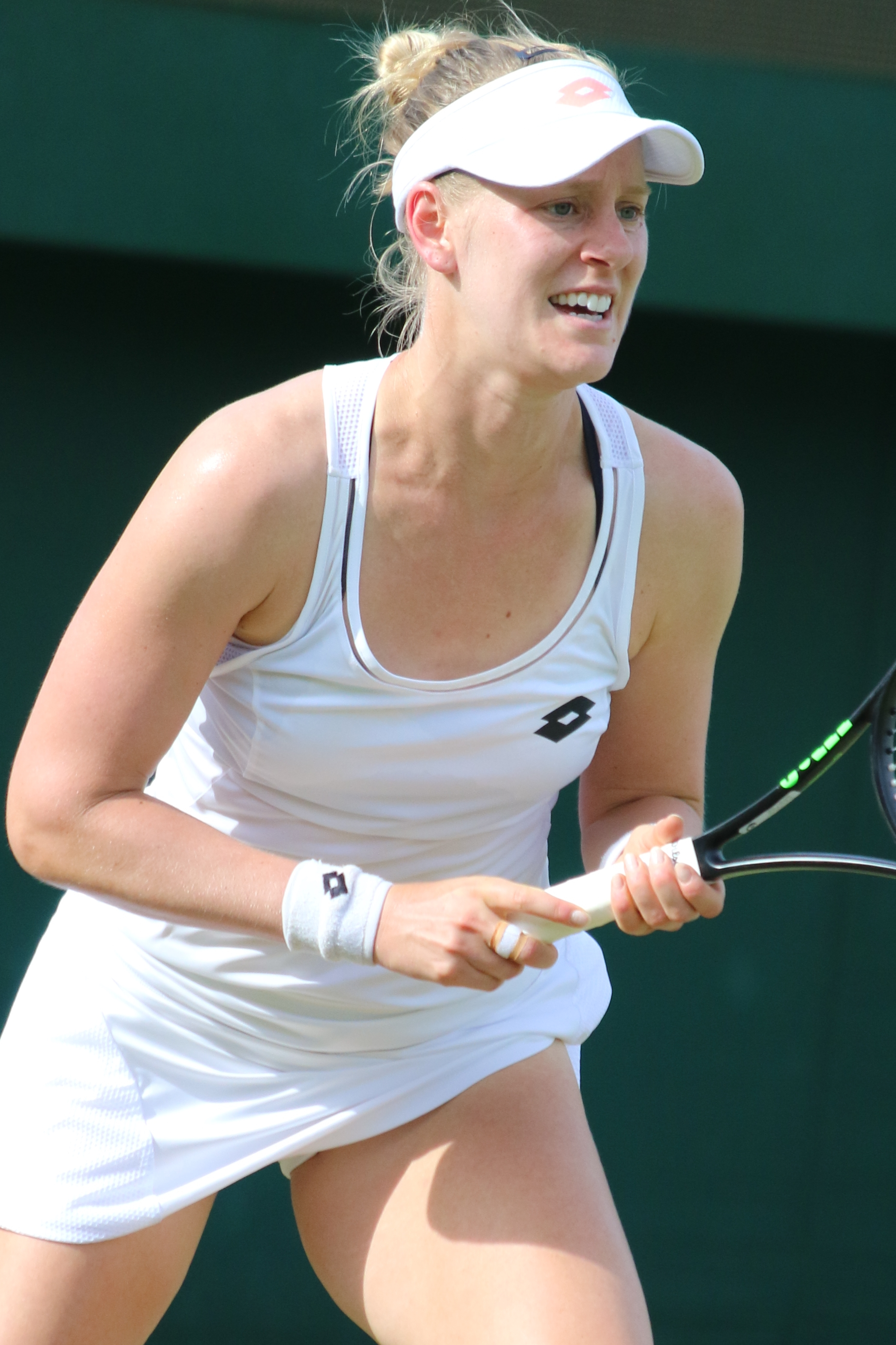
Alison Riske a Wimbledon 2017

Inizia la stagione a Shenzhen, dove si spinge fino alla finale ripetendo il risultato dell'anno precedente. Durante il torneo elimina Zhu Lin per 7-6 7-6; Cvetana Pironkova per 6-1 6-1; Agnieszka Radwańska, numero uno del seeding, per 6-2 3-6 6-0 e Camila Giorgi per 6-3 6-3. Tuttavia viene sconfitta a sorpresa da Kateřina Siniaková, che ha la meglio con il punteggio di 6-3 6-4. Prende parte agli annuali Australian Open, spingendosi fino al terzo turno già raggiunto nel 2014, grazie alle vittorie su Madison Brengle (7-5 6-3) e Zhang Shuai (7-6 4-6 6-1); tuttavia viene fermata da Sorana Cîrstea. Nei tornei di Dubai, Indian Wells e Miami racimola solo una vittoria, ovvero quella sulla connazionale Vandeweghe a Dubai. In seguito viene sconfitta rispettivamente da Anastasija Sevastova, Donna Vekić e Julia Görges.
Inizia la stagione sulla terra verde di Charleston superando con qualche difficoltà Kayla Day (7-5 4-6 6-0), prima di venire nettamente sconfitta da Dar'ja Gavrilova. Nel torneo di Rabat non fa meglio, in quanto viene sconfitta in tre set da Sara Errani. Invece, nel Premier Mandatory di Madrid, si impone su Viktorija Golubic prima di venire rimontata dalla favorita Svetlana Kuznecova (6-2 6-7 2-6), mentre a Roma subisce una netta sconfitta all'esordio da Jelena Janković. A distanza di quattro mesi disputa i quarti di finale a Norimberga eliminando le belghe Elise Mertens e Kirsten Flipkens, per poi soccombere alla numero uno del seeding Kiki Bertens. Nonostante questi discreti risultati al Roland Garros viene eliminata al primo turno da Barbora Strýcová, la quale le lascia solo tre game.
Inaugura la stagione sull'erba a Nottingham con la vittoria su Heather Watson, prima di cedere a Magdaléna Rybáriková (2-6 7-6 5-7). Non fa meglio a Birmingham, dove si rifà sulla Vekić, per poi perdere contro la giovane stella Garbiñe Muguruza. A Eastbourne estromette Alizé Cornet per 6-4 7-5, ma è costretta a subire una sconfitta contro Karolína Plíšková. A Wimbledon si spinge fino al terzo turno imponendosi su Sloane Stephens per 6-2 7-5 e su Kristina Mladenovic per 2-6 6-4 6-4; tuttavia la Vandeweghe si vendica in due set.
In preparazione allo US Open disputa i tornei di Stanford, Toronto e Cincinnati. La seconda parte della stagione sul cemento americano è avara di successi. Infatti ottiene solamente una vittoria al primo turno contro Magda Linette a Stanford, per poi venire sconfitta precisamente da Anastasija Pavljučenkova, Elena Vesnina e Venus Williams. Si presenta all'ultimo Slam stagionale, dove subisce la sconfitta da parte della Vandeweghe.
Il periodo negativo continua anche in Asia dove non va oltre il secondo turno: a Tokyo esce di scena al secondo turno per mano di Aleksandra Krunić; a Guangzhou cede all'esordio a Rebecca Peterson; non fa meglio a Wuhan sconfitta da Dar'ja Kasatkina; viene eliminata al primo turno a Pechino da Simona Halep; a Tianjin non riesce a ripetere la finale dell'anno precedente, in quanto estromessa subito da Wang Yafan.

### 2018: sesta finale WTA
Disputa il torneo di Shenzhen venendo sconfitta in rimonta al secondo turno da Marija Šarapova, mentre raggiunge i quarti di finale a Hobart dove cede a Mihaela Buzărnescu. Agli Australian Open non va oltre il primo turno, perdendo contro Kirsten Flipkens. Nei Challenger di Newport Beach e Indian Wells non ha fortuna in quanto perde al primo turno, mentre nel Premier Mandatory di Indian Wells non riesce a qualificarsi. Tuttavia a Miami ha fortuna ed estromette Magda Linette per 1-6 6-0 6-2 e Caroline Garcia, numero sette del seeding, per 6-3 6-1; viene fermata da Wang Yafan, che ha la meglio con il punteggio di 4-6 6-3 7-6. Prende parte al torneo di Acapulco perdendo contro la futura campionessa, Garbiñe Muguruza, al secondo turno. Invece nel torneo di Copa Colsanitas cede all'esordio a Dalila Jakupovič. Non si qualifica per Madrid e Roma.
Raggiunge la sua sesta finale in carriera a Norimberga, dove viene sconfitta da Johanna Larsson (6-7 4-6). Nel corso del torneo estromette Mandy Minella per 6-1 7-6, Julija Putinceva per 3-6 6-4 6-4, Sorana Cîrstea per 2-6 7-5 1-0 (causa ritiro) e Kirsten Flipkens per 6-3 6-1. Prende parte al Roland Garros, dove viene sconfitta al primo turno dalla futura campionessa, Simona Halep, che si impone con il punteggio di 2-6 6-1 6-1.
Si aggiudica il torneo ITF di Surbiton senza perdere un set, eliminando in finale Conny Perrin. Prende parte al torneo di s-Hertonbosch dove viene nuovamente sconfitta da Coco Vandeweghe (6-7 6-3 6-7) nei quarti di finale. Superate le qualificazioni a Maiorca si sbarazza in rimonta di Angelique Kerber (5-7 6-2 6-1) e Polona Hercog (3-6 7-5 6-3), prima di venire fermata in due set dalla ex Top 10 Samantha Stosur. A Wimbledon lascia solamente due game a Mariana Duque Mariño, per poi venire sconfitta da Belinda Bencic (6-1 6-7 2-6).
A Stanford viene fermata all'esordio a sorpresa da Ashley Kratzer, mentre a Montréal e Cincinnati non si qualifica. Non fa meglio nemmeno allo US Open, in quanto cede al primo turno a Sorana Cîrstea.
Disputa il torneo di Tokyo spingendosi fino ai quarti di finale, grazie alle nette vittorie su Eugenie Bouchard e Garbiñe Muguruza; tuttavia viene sconfitta con difficoltà dalla favorita Karolína Plíšková. Non si qualifica a Pechino, mentre a Tianjin esce di scena all'esordio per mano di Veronika Kudermetova.

### 2019: secondo titolo WTA, prima finale Premier 5, quarti di finale a Wimbledon e Top 20

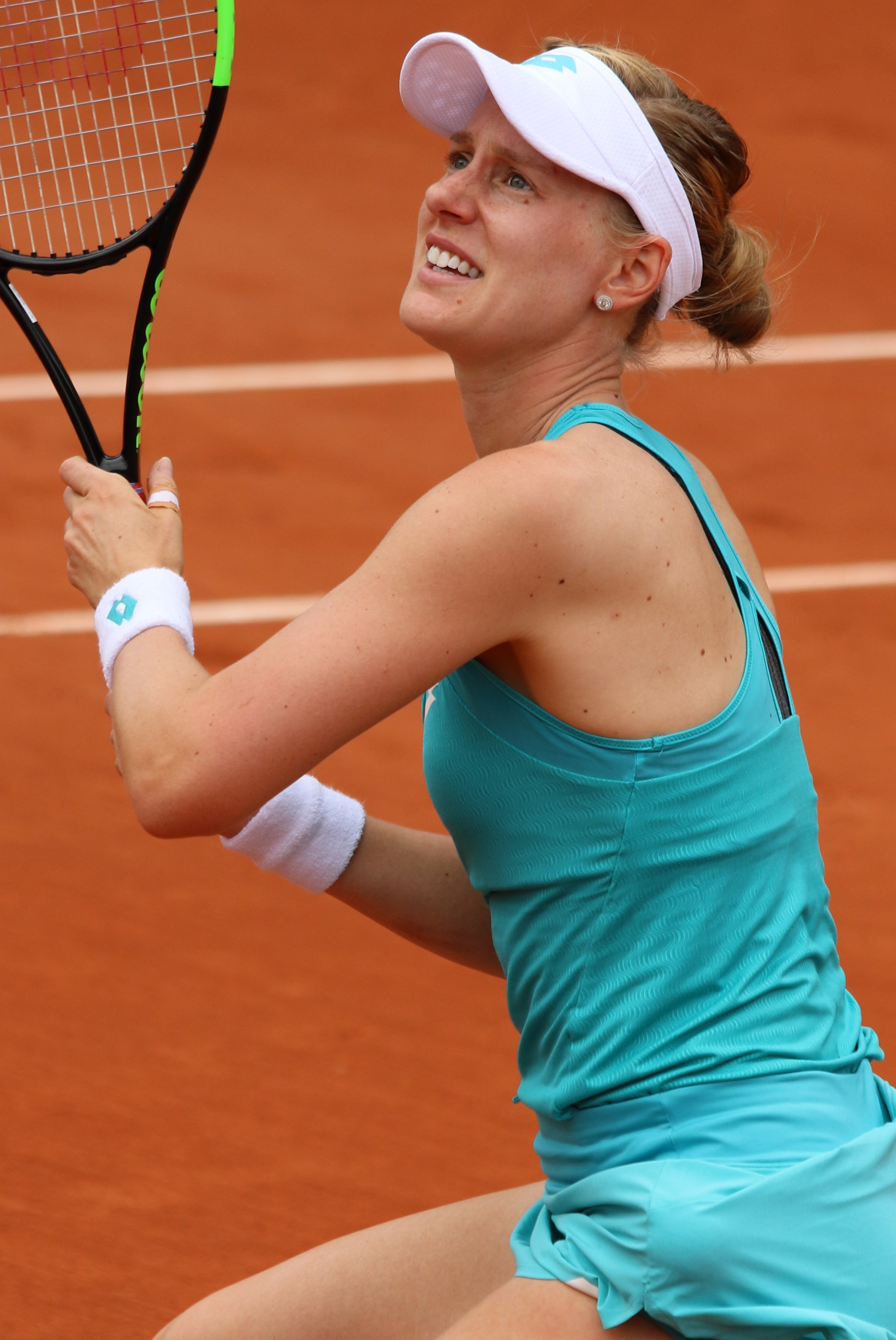
Alison Riske al Roland Garros 2019

Riske apre nel migliore dei modi la nuova stagione. A Shenzhen raggiunge la finale eliminando Wang Qiang per 6-3 6-3, Evgenija Rodina per 4-6 6-2 6-3, Sorana Cîrstea per 7-5 6-1 e Vera Zvonarëva per 6-0 1-0 (causa ritiro). Nonostante ciò è costretta a subire una sorprendente rimonta nell'ultimo atto da parte di Aryna Sabalenka. Agli Australian Open perde all'esordio contro Kiki Bertens, mentre in coppia con Jennifer Brady si spinge fino alla semifinale. Nel torneo di Doha viene ripescata come lucky loser ed estromette Polona Hercog, prima di perdere in tre set contro Julia Görges. Fa meglio a Dubai, dove raggiunge il terzo turno, sconfitta da Karolína Plíšková.
Inizia la stagione sul cemento americano raccogliendo una vittoria su tre match disputati. Infatti a Indian Wells viene fermata all'esordio da Alison Van Uytvanck, mentre a Miami da Hsieh Su-wei al secondo turno. A Monterrey perde al primo turno contro Sachia Vickery.
La stagione su terra è priva di vittorie. Infatti sia a Madrid che a Roma viene sconfitta da Johanna Konta. In qualità di finalista in carica vola a Norimberga, ma viene estromessa a sorpresa da Nina Stojanović, che ha la meglio con il punteggio di 7–6(6) 2-6 6-2. Non riesce ad aggiudicarsi una vittoria nemmeno al Roland Garros, rimontata dalla Top 90 Andrea Petković.
Ritorna a vincere nel torneo ITF di Surbiton, aggiudicandoselo per la seconda volta consecutiva. Stavolta ha la meglio su Magdaléna Rybáriková in finale per 6(5)–7 6-2 6-2. Conferma il buono stato di forma a s-Hertogenbosch, in quanto vince il suo secondo titolo in carriera contro la nettamente favorita Kiki Bertens (0-6 7–6(3) 7-5). Nella corsa al titolo si sbarazza di Karolína Muchová, Polona Hercog, Ekaterina Aleksandrova e Veronika Kudermetova. Nel torneo di Maiorca non va oltre il primo turno, sconfitta in un match complicato da Paula Badosa Gibert, che si impone con il punteggio di 6(2)–7 7-5 7-5.
Gioca sull'erba inglese solamente a Wimbledon, dove raggiunge i primi quarti di finale Slam. Qui elimina Donna Vekić, nº22 del seeding, per 3-6 6-3 7-5; Ivana Jorović per 6-2 6(3)–7 9-7; Belinda Bencic, numero tredici del ranking, per 4-6 6-4 6-4 e Ashleigh Barty, numero uno del mondo, per 3-6 6-2 6-3. Tuttavia viene sconfitta in tre set dalla futura finalista, Serena Williams.
Supera le qualificazioni a Toronto e rimonta Maria Sakkarī annullando dei match point, ma viene sconfitta dalla Top 3 Karolína Plíšková. Nel torneo di Cincinnati viene sconfitta dalla wildcard Marija Šarapova, che si impone per 6-3 7–6(4). Agli US Open, invece, estromette Garbiñe Muguruza per 2-6 6-1 6-3, per poi venire sorpresa da Jeļena Ostapenko.
Inizia lo swing asiatico a Zhengzhou estromettendo la favorita Angelique Kerber (5-7 6-4 7–6(6)), per poi cedere a Zheng Saisai. Non fa meglio a Tokyo, in quanto esce di scena all'esordio per mano della connazionale Nicole Gibbs. Nonostante questi scarsi risultati si rifà a Wuhan dove si spinge fino alla semifinale, la prima in un Premier 5. Qui si sbarazza di Kateryna Kozlova per 4-6 6-3 6-3; Mónica Puig per 2-6 7-6 6-3; Wang Qiang, numero otto del seeding, per 6-2 6-1 ed Elina Svitolina, numero tre del mondo, per 6-1 6-3. In semifinale elimina con un doppio 7-5 Petra Kvitová, anche lei top 10. Nonostante ciò, come a gennaio, viene sconfitta da Aryna Sabalenka, campionessa in carica, che ha la meglio per 6-3 3-6 6-1. Per quanto riguarda la classifica entra per la prima volta in carriera in top 20, precisamente al 20º posto. In seguito si presenta a Pechino eliminando a fatica Ajla Tomljanović, prima di venire surclassata dalla futura campionessa e n°4 al mondo Naomi Ōsaka.
Grazie all'ottima stagione disputata gioca il torneo secondario alle Finals, l'Elite Trophy. Qui viene inserita nel girone insieme alla connazionale Sofia Kenin, contro cui perderà con un duplice 6-4, e a Karolína Muchová, da cui viene sconfitta in tre set. Termina l'anno con il suo best ranking, alla posizione n°18.

### 2020
L'americana comincia l'anno a Brisbane, dove affronta solo tenniste ceche: nei primi due turni elimina Barbora Strýcová e Karolína Muchová, mentre ai quarti soccombe alla futura campionessa Karolína Plíšková in due set. Partecipa, poi, all'Australian Open, dove è testa di serie n°18: batte le due cinesi Wang Yafan (7-6(5) 2-6 6-3) e Zhu Lin (6-3 6-1); al terzo turno sconfigge Julia Görges per 1-6 7-6(4) 6-2, accedendo agli ottavi di finale per la prima volta in carriera a Melbourne. Qui riaffronta Ashleigh Barty, che Alison aveva sconfitto a Wimbledon nel 2019 (sempre al quarto turno): questa volta l'australiana prevale sull'americana per 3-6 6-1 4-6. In seguito fa male a Doha e Dubai, uscendo al primo turno.
Da marzo ad agosto il circuito WTA è costretto a fermarsi a causa della pandemia di COVID-19.
Alla ripresa la tennista americana non ottiene buoni risultati: esce all'esordio a Cincinnati, Roma e Parigi e coglie una sola vittoria agli US Open (su Maria) prima di perdere da Ann Li al secondo turno. Termina l'anno al n°26 del mondo.

### 2021: terzo titolo WTA
Riske inizia l'anno disputando l'Australian Open, dove è testa di serie n°24: tuttavia cede immediatamente alla russa Potapova con lo score di 2-6 1-6. A causa di un problema al piede sinistro, ritorna nel circuito soltanto ad aprile, al Mutua Madrid Open: tuttavia, subisce una pesante sconfitta contro Iga Świątek (1-6 1-6). A Roma è costretta al ritiro (nuovamente contro Świątek al primo turno) a causa del persistere del problema al piede sinistro. Ritorna a giocare dopo un mese a Nottingham, dove ritrova la vittoria nel circuito WTA al primo turno contro la cinese Wang (3-6 7-5 7-6(3)); al turno successivo, perde dalla connazionale Davis in tre set. A Eastbourne, Riske elimina Veronika Kudermetova (6-3 6-4) prima di arrendersi alla prima testa di serie Aryna Sabalenka (1-6 4-6). A Wimbledon, dove è n°28 del seeding, esce di scena all'esordio contro la ceca Martincová.
Prende parte all'olimpiade di Tokyo, rappresentando gli Stati Uniti nel torneo di singolare: viene sconfitta al primo turno dalla romena Buzărnescu per 7-6(0) 5-7 4-6. In seguito, comincia per Riske la trasferta americana su cemento: a San Josè, batte la connazionale Vandeweghe (6-3 6-4) prima di cedere ad Ana Konjuh in due set. Dopo un primo turno a Toronto, a Cincinnati si impone su Leylah Fernandez (6-2 6-2) prima di perdere da Azaranka (2-6 5-7). Agli US Open, è opposta alla testa di serie n°14 Anastasija Pavljučenkova all'esordio: viene estromessa in due parziali, per 4-6 2-6. A Portorose, l'americana è accreditata della terza testa di serie: Riske batte la padrona di casa Pia Lovrić (7-5 6-3) e poi rimonta un set di svantaggio a Viktória Kužmová (3-6 6-3 6-3). Nei quarti, lascia cinque giochi a Mladenovic (6-4 6-1) mentre in semifinale elimina la seconda slovena del suo torneo, Kaja Juvan, per 6-0 6-4. Alison approda alla sua decima finale in carriera, la prima da Wuhan 2019; inoltre, Riske non vinceva due partite di fila nello stesso torneo dagli Australian Open 2020. Nell'ultimo atto, l'americana cede a Jasmine Paolini in due set. A Ostrava, dopo un successo su Ferro (6-4 1-6 6-4), viene battuta da Jil Teichmann per 3-6 6-1 4-6. A Indian Wells si impone sulla taipeiana Liang (6-2 6-2), guadagnandosi il match di secondo turno contro la campionessa in carica Bianca Andreescu. Nella circostanza, Riske cede in tre set (6(2)-7 7-5 2-6). Dopo due uscite premature a Tenerife e Courmayeur, prende parte al torneo di Linz, dove è accreditata dell'ottava testa di serie: arriva agevolmente ai quarti, eliminando Barthel (6-3 6-1) e Cornet (6-4 6-4). Tra le ultime otto, si sbarazza della cinese Wang Xinyu (6-3 7-5), approdando in semifinale, dove approfitta del ritiro della connazionale Danielle Collins dopo aver vinto il primo set (7-5). Nella sua 11° finale WTA della carriera, Riske si impone su Elena Gabriela Ruse in tre set (2-6 6-2 7-5), aggiudicandosi il terzo titolo WTA della carriera, il primo sul cemento dal 2014. Termina l'anno al n°51 del mondo.

### 2022 - 12° finale WTA
Riske inizia la stagione al Melbourne Summer Set 1 e incassa una sconfitta all'esordio contro Zvonarëva (5-7 3-6). Nell'Adelaide International 2, Alison vince in due set su Linette (6-4 6-4) e su Kalinina (6-1 6-3). Nei quarti, approfitta del ritiro di Madison Brengle sul 3-3 del primo set mentre in semifinale beneficia del walk-over di Tamara Zidanšek, n°4 del seeding. L'americana approda così alla 12ª finale WTA della carriera avendo giocato solo due match completi; nell'ultimo atto, Riske viene nettamente battuta da Madison Keys, con lo score di 1-6 2-6. Successivamente, prende parte all'Australian Open, dove esordisce con un successo per 6-2 6-2 su Donna Vekić. per poi cedere a Jelena Ostapenko in tre set (6-4 2-6 4-6). A Dubai viene immediatamente estromessa da Simona Halep con il punteggio di 2-6 4-6; anche a Doha esce subito di scena, sconfitta da Magda Linette (6-2 6(5)-7 1-6). A Indian Wells, dopo una vittoria su Caty McNally (6-0 6-3), si impone sulla n°9 del mondo Garbiñe Muguruza (0-6 6-3 6-1), centrando la 10° vittoria in carriera su una top-10, la prima da Wuhan 2019. Al terzo turno, si arrende alla connazionale Keys in due parziali. A Miami batte Jil Teichmann per 7-6(5) 6-3, la n°31 del seeding Alizé Cornet (6-2 6-2) e Ann Li (6-2 3-6 6-3); approda così agli ottavi, dove cede a Naomi Ōsaka con lo score di 3-6 4-6. La stagione su terra non è foriera di buoni risultati per l'americana: esce al primo turno a Madrid e al secondo turno a Charleston e al Roland Garros (sconfitta dalla n°1 del mondo Świątek). Sull'erba, Riske è la testa di serie n°6 nel torneo di Nottingham: elimina Snihur (7-5 6-3), Garcia (6-4 7-5) e Dart (4-6 6-2 6-1), approdando alla sua seconda semifinale annuale.

## Statistiche WTA

### Singolare

#### Vittorie (3)
| Legenda               | Legenda      |
| --------------------- | ------------ |
| Grande Slam (0)       |              |
| Ori Olimpici (0)      |              |
| WTA Finals (0)        |              |
| WTA Elite Trophy (0)  |              |
| Dal 2009 al 2020      | Dal 2021     |
| Premier Mandatory (0) | WTA 1000 (0) |
| Premier 5 (0)         | WTA 1000 (0) |
| Premier (0)           | WTA 500 (0)  |
| International (2)     | WTA 250 (1)  |

| N. | Data             | Torneo                          | Superficie  | Avversaria in finale | Punteggio        |
| 1. | 12 ottobre 2014  | Tianjin Open, Tianjin           | Cemento     | Belinda Bencic       | 6-3, 6-4         |
| 2. | 16 giugno 2019   | Libéma Open, 's-Hertogenbosch   | Erba        | Kiki Bertens         | 0-6, 7-6(3), 7-5 |
| 3. | 12 novembre 2021 | Upper Austria Ladies Linz, Linz | Cemento (i) | Jaqueline Cristian   | 2-6, 6-2, 7-5    |

#### Sconfitte (10)
| Legenda               | Legenda      |
| --------------------- | ------------ |
| Grande Slam (0)       |              |
| Argenti Olimpici (0)  |              |
| WTA Finals (0)        |              |
| WTA Elite Trophy (0)  |              |
| Dal 2009 al 2020      | Dal 2021     |
| Premier Mandatory (0) | WTA 1000 (0) |
| Premier 5 (1)         | WTA 1000 (0) |
| Premier (0)           | WTA 500 (0)  |
| International (6)     | WTA 250 (3)  |

| N.  | Data              | Torneo                                  | Superficie  | Avversaria in finale | Punteggio        |
| 1.  | 9 gennaio 2016    | Shenzhen Open, Shenzhen                 | Cemento     | Agnieszka Radwańska  | 3-6, 2-6         |
| 2.  | 12 giugno 2016    | Nottingham Open, Nottingham             | Erba        | Karolína Plíšková    | 6(8)-7, 5-7      |
| 3.  | 16 ottobre 2016   | Tianjin Open, Tianjin                   | Cemento     | Peng Shuai           | 6(3)-7, 2-6      |
| 4.  | 7 gennaio 2017    | Shenzhen Open, Shenzhen (2)             | Cemento     | Kateřina Siniaková   | 3-6, 4-6         |
| 5.  | 26 maggio 2018    | Nürnberger Versicherungscup, Norimberga | Terra rossa | Johanna Larsson      | 6(4)-7, 4-6      |
| 6.  | 5 gennaio 2019    | Shenzhen Open, Shenzhen (3)             | Cemento     | Aryna Sabalenka      | 6-4, 6(2)-7, 3-6 |
| 7.  | 28 settembre 2019 | Wuhan Open, Wuhan                       | Cemento     | Aryna Sabalenka      | 3-6, 6-3, 1-6    |
| 8.  | 19 settembre 2021 | Zavarovalnica Sava Portorož, Portorose  | Cemento     | Jasmine Paolini      | 6(4)-7, 2-6      |
| 9.  | 15 gennaio 2022   | Adelaide International, Adelaide        | Cemento     | Madison Keys         | 1-6, 2-6         |
| 10. | 12 giugno 2022    | Rothesay Open, Nottingham (2)           | Erba        | Beatriz Haddad Maia  | 4-6, 6-1, 3-6    |

## Statistiche ITF

### Singolare

#### Vittorie (9)
| Torneo $100.000 (2) |
| Torneo $80.000 (0)  |
| Torneo $75.000 (1)  |
| Torneo $60.000 (0)  |
| Torneo $50.000 (6)  |
| Torneo $25.000 (0)  |
| Torneo $15.000 (0)  |
| Torneo $10.000 (0)  |

| N. | Data            | Torneo                                                         | Superficie  | Avversaria in finale | Punteggio        |
| 1. | 5 ottobre 2009  | USTA Tennis Classic of Troy, Troy                              | Cemento     | Christina McHale     | 6-4, 2-6, 7-5    |
| 2. | 4 ottobre 2010  | AEGON Pro Series Barnstaple, Barnstaple                        | Cemento (i) | Johanna Larsson      | 6-2, 6-0         |
| 3. | 11 ottobre 2010 | Open GDF Suez de Touraine, Joué-lès-Tours                      | Cemento (i) | Vesna Manasieva      | 5-7, 6-4, 6-1    |
| 4. | 18 ottobre 2010 | Open International de la Ville de Saint Raphael, Saint-Raphaël | Cemento (i) | Urszula Radwańska    | 6-4, 6-2         |
| 5. | 16 ottobre 2011 | Open GDF Suez de Touraine, Joué-lès-Tours                      | Cemento (i) | Akgul Amanmuradova   | 2-6, 6-2, 7-5    |
| 6. | 6 novembre 2011 | Open GDF Suez Nantes Atlantique, Nantes                        | Cemento (i) | Iryna Brémond        | 6-1, 6-4         |
| 7. | 4 giugno 2016   | Aegon Eastbourne Trophy, Eastbourne                            | Erba        | Tara Moore           | 4-6, 7-6(5), 6-3 |
| 8. | 10 giugno 2018  | Surbiton Trophy, Surbiton                                      | Erba        | Conny Perrin         | 6-2, 6-2         |
| 9. | 9 giugno 2019   | Surbiton Trophy, Surbiton                                      | Erba        | Magdaléna Rybáriková | 6(3)-7, 6-2, 6-2 |

#### Sconfitte (4)
| Torneo $100.000 (0) |
| Torneo $80.000 (0)  |
| Torneo $75.000 (0)  |
| Torneo $60.000 (0)  |
| Torneo $50.000 (3)  |
| Torneo $25.000 (0)  |
| Torneo $15.000 (0)  |
| Torneo $10.000 (1)  |

| N. | Data              | Torneo                                                        | Superficie  | Avversaria in finale | Punteggio           |
| 1. | 1º giugno 2009    | Head Tail Activewear Women's, Hilton Head                     | Cemento     | Alexandra Mueller    | 1-6, 6-3, 3-6       |
| 2. | 20 settembre 2010 | National Bank Challenger Saguenay, Saguenay                   | Cemento     | Rebecca Marino       | 4-6, 7-6(4), 6(5)-7 |
| 3. | 8 maggio 2011     | Mima Foundation USTA Pro Tennis Classic, Indian Harbour Beach | Terra verde | Melinda Czink        | 6-4, 1-6, 4-6       |
| 4. | 21 luglio 2013    | Oregon Challenger, Portland                                   | Cemento     | Kurumi Nara          | 3-6, 6-3, 3-6       |

### Doppio

#### Vittorie (1)
| Torneo $100.000 (0) |
| Torneo $80.000 (0)  |
| Torneo $75.000 (0)  |
| Torneo $60.000 (0)  |
| Torneo $50.000 (0)  |
| Torneo $25.000 (0)  |
| Torneo $15.000 (0)  |
| Torneo $10.000 (1)  |

| N. | Data           | Torneo                                    | Superficie | Compagna        | Avversaria in finale               | Punteggio        |
| 1. | 1º giugno 2009 | Head Tail Activewear Women's, Hilton Head | Cemento    | Jacqueline Cako | Natalie Pluskota Caitlin Whoriskey | 6-3, 3-6, [10-6] |

#### Sconfitte (3)
| Torneo $100.000 (1) |
| Torneo $80.000 (0)  |
| Torneo $75.000 (0)  |
| Torneo $60.000 (0)  |
| Torneo $50.000 (2)  |
| Torneo $25.000 (0)  |
| Torneo $15.000 (0)  |
| Torneo $10.000 (0)  |

| N. | Data             | Torneo                                           | Superficie  | Compagna        | Avversaria in finale               | Punteggio |
| 1. | 20 luglio 2009   | Fifth Third Bank Tennis Championships, Lexington | Cemento     | Jacqueline Cako | Chang Kai-chen Tetjana Lužans'ka   | 3-6, 2-6  |
| 2. | 13 febbraio 2011 | Dow Corning Tennis Classic, Midland              | Cemento     | Irina Falconi   | Jamie Hampton Anna Tatišvili       | w/o       |
| 3. | 24 aprile 2011   | Dothan Pro Tennis Classic, Dothan                | Terra verde | Heidi El Tabakh | Valerija Solov'ëva Lenka Wienerová | 3-6, 4-6  |

## Risultati in progressione
| Sigla | Risultato               |
| ----- | ----------------------- |
| V     | Vincitore               |
| F     | Finalista               |
| SF    | Semifinalista           |
| O     | Oro olimpico            |
| A     | Argento olimpico        |
| SF    | Bronzo olimpico         |
| QF    | Quarti di Finale        |
| 4T    | Quarto turno            |
| 3T    | Terzo turno             |
| 2T    | Secondo turno           |
| 1T    | Primo turno             |
| RR    | Round Robin             |
| LQ    | Turno di qualificazione |
| A     | Assente                 |
| ND    | Non disputato           |

| Legenda superfici    |
| -------------------- |
| Cemento              |
| Terra battuta        |
| Erba                 |
| Superficie variabile |

### Singolare
| Torneo                     | 2007 | 2008 | 2009 | 2010 | 2011 | 2012 | 2013 | 2014 | 2015 | 2016 | 2017 | 2018 | 2019 | Titoli | V–P   |
| -------------------------- | ---- | ---- | ---- | ---- | ---- | ---- | ---- | ---- | ---- | ---- | ---- | ---- | ---- | ------ | ----- |
| Grande Slam                |      |      |      |      |      |      |      |      |      |      |      |      |      |        |       |
| Australian Open, Melbourne | A    | A    | A    | A    | 1T   | 1T   | Q3   | 3T   | 1T   | 1T   | 3T   | 1T   | 1T   | 0 / 8  | 4-8   |
| Roland Garros, Parigi      | A    | A    | A    | Q1   | A    | Q1   | Q1   | 2T   | 1T   | 1T   | 1T   | 1T   | 1T   | 0 / 6  | 1-6   |
| Wimbledon, Londra          | A    | A    | A    | 1T   | 1T   | Q2   | 3T   | 3T   | 1T   | 1T   | 3T   | 2T   | QF   | 0 / 9  | 11-9  |
| US Open, New York          | Q2   | A    | Q1   | Q1   | 1T   | Q1   | 4T   | 1T   | 1T   | 1T   | 1T   | 1T   | 2T   | 0 / 8  | 4-8   |
| V–P totali                 | 0–0  | 0–0  | 0–0  | 0–1  | 0–3  | 0–1  | 5–2  | 5–4  | 0-4  | 0-4  | 4-4  | 1-4  | 5-4  | 0 / 31 | 20-31 |

### Doppio
| Torneo                     | 2011 | 2012 | 2013 | 2014 | 2015 | 2016 | 2017 | 2018 | 2019 | Titoli | V–P   |
| -------------------------- | ---- | ---- | ---- | ---- | ---- | ---- | ---- | ---- | ---- | ------ | ----- |
| Grande Slam                |      |      |      |      |      |      |      |      |      |        |       |
| Australian Open, Melbourne | A    | A    | A    | 3T   | 1T   | A    | 1T   | 1T   | SF   | 0 / 5  | 5-5   |
| Roland Garros, Parigi      | A    | A    | A    | 3T   | 1T   | A    | 2T   | 1T   | 1T   | 0 / 5  | 3-5   |
| Wimbledon, Londra          | A    | A    | A    | 2T   | 1T   | 1T   | 1T   | 1T   | 2T   | 0 / 6  | 2-6   |
| US Open, New York          | 1T   | A    | 2T   | 2T   | 1T   | 2T   | 1T   | 1T   | 1T   | 0 / 8  | 3-8   |
| V–P totali                 | 0–1  | 0–0  | 1-1  | 5-4  | 0–4  | 1-2  | 1-4  | 0-4  | 4-4  | 0 / 24 | 13-24 |

## Vittorie contro giocatrici Top 10
| Stagione | 2013 | 2014 | 2015 | 2016 | 2017 | 2018 | 2019 | 2020 | 2021 | 2022 | Totale |
| Vittorie | 1    | 0    | 1    | 1    | 1    | 1    | 4    | 0    | 0    | 1    | 10     |

| 2013 |                      |    |                                    |         |    |                  |     |
| 1.   | Petra Kvitová        | 10 | US Open, New York                  | Cemento | 3T | 6-3, 6-0         | 81  |
| 2015 |                      |    |                                    |         |    |                  |     |
| 2.   | Carla Suárez Navarro | 10 | Bank of the West Classic, Stanford | Cemento | 2T | 6-4, 6-4         | 59  |
| 2016 |                      |    |                                    |         |    |                  |     |
| 3.   | Svetlana Kuznecova   | 8  | Tianjin Open, Tianjin              | Cemento | SF | 6-4, 5-7, 6-4    | 56  |
| 2017 |                      |    |                                    |         |    |                  |     |
| 4.   | Agnieszka Radwańska  | 3  | Shenzhen Open, Shenzhen            | Cemento | QF | 6-2, 3-6, 6-0    | 39  |
| 2018 |                      |    |                                    |         |    |                  |     |
| 5.   | Caroline Garcia      | 7  | Miami Open, Miami                  | Cemento | 2T | 6-3, 6-1         | 104 |
| 2019 |                      |    |                                    |         |    |                  |     |
| 6.   | Kiki Bertens         | 4  | Rosmalen Open, Rosmalen            | Erba    | F  | 0-6, 7-6(3), 7-5 | 61  |
| 7.   | Ashleigh Barty       | 1  | Torneo di Wimbledon, Londra        | Erba    | 4T | 3-6, 6-2, 6-3    | 55  |
| 8.   | Elina Svitolina      | 3  | Wuhan Open, Wuhan                  | Cemento | QF | 6-1, 6-3         | 35  |
| 9.   | Petra Kvitová        | 7  | Wuhan Open, Wuhan                  | Cemento | SF | 7-5, 7-5         | 35  |
| 2022 |                      |    |                                    |         |    |                  |     |
| 10.  | Garbiñe Muguruza     | 9  | Indian Wells Open, Indian Wells    | Cemento | 2T | 0-6, 6-3, 6-1    | 53  |